# Digoxigenina
Digoxigenina (DIG), con fórmula química C23H34O5, es un esteroide que se encuentra exclusivamente en las flores y las hojas de las plantas Digitalis purpurea,  Digitalis orientalis y Digitalis lanata, donde se une a los azúcares, para formar los glucósidos (por ejemplo lanatoside C).

## El uso en la biotecnología
Digoxigenina es un hapteno, una molécula pequeña con alta antigenicidad, que se utiliza en muchas aplicaciones de biología molecular de manera similar a otros haptenos populares, tales como DNP (dinitrofenol), biotina, y fluoresceína. Típicamente, la digoxigenina  se introduce químicamente (conjugación) en biomoléculas (proteínas, ácidos nucleicos) para ser detectados en ensayos adicionales. Anti-digoxigenina anticuerpo con altas afinidades y especificidad, se utiliza en una variedad de inmuno-ensayos biológicos (por ejemplo, ELISA). Los anticuerpos están marcados con colorantes, enzimas o fluorescencia, directamente o en segundo lugar, para la visualización y detección.
Digoxigenina es por lo tanto  para todo uso inmuno-etiqueta, y, en particular, un estándar de marcador inmunohistoquímica para la hibridación in situ. En este caso se conjuga con una sola especie de ARN de nucleótidos trifosfato (típicamente de uridina), que es a continuación, incorporado en ARN (una " ribosonda "), ya que es sintetizada por la maquinaria celular.
Permite realizar:
- sensibilidad no radiactiva en sondas de hibridación in situ para detectar ácidos nucleicos en plantas, capaces de detectar 1 g de ADN plásmido.[5]
- conjugar péptido-DIG, es decir, ensayo de bradicinina por inmunoensayos de quimioluminiscencia muy sensibles.[6]
- trazadores fluorescentes y DIG marcadores para inmunoensayos competitivos, es decir, para  detectar digoxina, un medicamento utilizado para curar la arritmia cardiaca, hasta 0.2 ng mL−1.[7]
- Digoxigenina puede conjugarse con azúcares para estudiar eventos de glicosilación,[8] incluso en los sistemas biológicos.